# Teatro del Collegio di San Carlo
Il Teatro del Collegio di San Carlo è un teatro situato a Modena.
Unico teatro settecentesco sopravvissuto in città, utilizzato inizialmente per le rappresentazioni teatrali dei convittori (la recitazione era considerata parte integrante della loro educazione) ha subito diversi interventi di adattamento e restauro nel corso dei secoli. Attualmente utilizzato per conferenze e convegni, il Teatro visse, sin verso il 1800, un periodo alquanto fervido. In tale struttura, infatti, venivano messe in scena rappresentazioni di autori francesi, come Molière, e di autori italiani come Goldoni.

## Storia
Nel secolo XVII, e più ancora nel XVIII, l'esercizio teatrale occupò un posto di rilievo nel percorso formativo di un gentiluomo, che doveva abituarsi fin da giovane a parlare e ad atteggiarsi correttamente in pubblico controllando gestualità e parole.
Il Collegio dei Nobili di Modena (attuale Collegio di San Carlo), fondato nel 1626 dal conte Paolo Boschetti, non si sottrasse a questa consuetudine: è assai probabile che i Convittori abbiano realizzato spettacoli fin dalla fondazione del suddetto collegio, anche se dalle ricerche finora condotte sappiamo con certezza che un'attività regolare si è svolta soltanto a partire dalla fine dell'ottavo decennio del secolo XVII. 
In particolare è documentata nel 1688 un'accademia letteraria recitata al cospetto della corte, in una sala del collegio, opportunamente predisposta per celebrare la nascita di Giacomo Francesco Edoardo Stuart, figlio di Maria Beatrice d'Este e di Giacomo II Stuard duca di York (futuro re d'Inghilterra).
Pare che nel collegio un teatro vero e proprio sia stato inaugurato soltanto nel 1732: risulta infatti che fino ad allora i convittori abbiano messo in scena i propri spettacoli solo nei due teatri di corte (a Palazzo e in quello Ducale Grande di Piazza, detto della Spelta). Numerose sono infatti le testimonianze delle annuali Accademie di Lettere ed Arti date in queste prestigiose sedi: si trattava di «spettacoli articolati nel succedersi di azioni recitate, di balli, di cori, di cantate e di intermezzi d'arme. I canovacci drammatici. Quasi sempre opera dei Collegiali, erano frequentemente di soggetto mitologico e allegorico con intrecci e opposizioni allusive a personaggi e fatti dinastici». Si ricorda, tra gli altri, una Pallade pronuba messa in scena nel grande cortile del collegio trasformato opportunamente in teatro mediante strutture effimere,  in onore del matrimonio tra il duca Rinaldo d'Este e Carlotta Felicita di Brunswick-Lüneburg.
Nel 1732 risulta per la prima volta siano stati effettuati pagamenti a Giorgio Magnanini e al suo successore Marco Bianchi di Correggio per decorazioni pittoriche eseguite per la sala teatrale e per le altre poste nell'edificio sede del collegio, ampliato e ristrutturato grazie all'acquisto di case vicine.
Nel 1751 il collegio acquistò le adiacenti Osteria del Montone e casa Bellicini, rendendo possibile un notevole ampliamento del teatro, che in questa occasione mutò radicalmente assumendo l'assetto mantenuto inalterato fino ai restauri del 1929. Fu mutato l'orientamento utilizzando la vecchia sala come cavea per quella nuova, che si provvide a dotare di un profondo palcoscenico e di quattro palchetti di proscenio dall'elegante profilo, nonché di una balconata, in corrispondenza del secondo ordine, lungo tutto il perimetro. Quanto alla decorazione pittorica pare non fosse di rilevante importanza. L'inaugurazione avvenne, in concomitanza con il battesimo del principe ereditario Rinaldo (nato in gennaio vivrà pochi mesi), con l'allestimento della tragedia Muzio Scevola. Quindi la stagione di carnevale proseguì secondo un'intensa programmazione: ciascuna delle tre camerate presentò una tragedia e una commedia, tra cui Mitridate di Racine, Poliuto di Corneille, Atreo e Tieste di Prosper Jolyot de Crébillon e Lo stordito di Molière, a dimostrazione del grande interesse per il teatro francese, secondo una tradizione avviata all'inizio del Settecento e ispirata da Antonio Muratori. 
Nella seconda metà del XVIII stesso secolo, il Teatro del Collegio diverrà centro di primaria importanza per la diffusione in Italia della drammaturgia d'oltralpe. L'arrivo delle truppe francesi nel Ducato di Modena e l'ingresso di questo nella Repubblica Cisalpina mutò radicalmente, qui come altrove, i rapporti e le consuetudini delle istituzioni legate al cosiddetto ancien Régime.
Con la Restaurazione, l'attività nel teatro del Collegio riprese secondo gli antichi schemi, seppure in maniera sporadica. Successivamente, nell'età post-unitaria, l'uso di questo teatro, secondo la destinazione originaria, andò iminuendo prograssivamente, tendedosi a dare rappresentazioni sceniche soltanto a carnevale, quali commedie, una farse, balli e azioni cavalleresche, queste ultime sono destinate a diventare vere e proprie esibizioni ginniche. La ginnastica moderna, introdotta nel 1859 dal rettore Luigi Spallanzani, sarà una disciplina assai apprezzata tanto da diventare oggetto di rappresentazione scenica e determinare una parziale trasformazione del teatro in scuola di ginnastica.
Alla fine degli anni 1920 il teatro venne sottoposto a numerose opere di restauro, mentre le cattive condizioni del soffitto e del tetto sovrastante ne determinano la ricostruzione e l'abbassamento del soffitto della sala: «In tal modo scompare l'attico sopra la balconata e si abbassa l'intero invaso; vengono ridisegnati, secondo linee più geometriche, i palchi di proscenio e l'arcoscenico; quest'ultimo viene poi sormontato da una cornice in scagliola che corre lungo tutto il perimetro del soffitto. Si ridefinisce il profilo delle scalette ai lati del proscenio, si sostituisce il vecchio pavimento in cotto». Questi lavori vengono diretti dall'ingegner Magiera. Nello stesso periodo si affida la decorazione del soffitto della sala al locale Istituto d'Arte: si tratta della pittura tuttora in loco raffigurante Mercurio protettore degli studi e le Arti Liberali, racchiusi in una cornice in scagliola polilobata.
Gli ultimi restauri sono stati effettuati nel 1989 ad opera di Uber Ferrari, ed hanno restituito alla sala «almeno nei cromatismi, quegli accenti settecenteschi struttivamente evocati, dopo gli interventi del Magiera, soltanto dalla superstite balconata».
Attualmente il teatro, privo del palco di proscenio, viene utilizzato quasi esclusivamente per conferenze, convegni, raramente vi si tengono concerti di musica da camera, mentre periodicamente si tiene la manifestazione Viva voce, nel corso della quale vengono letti testi letterari da attori professionisti.